# Castel Madama

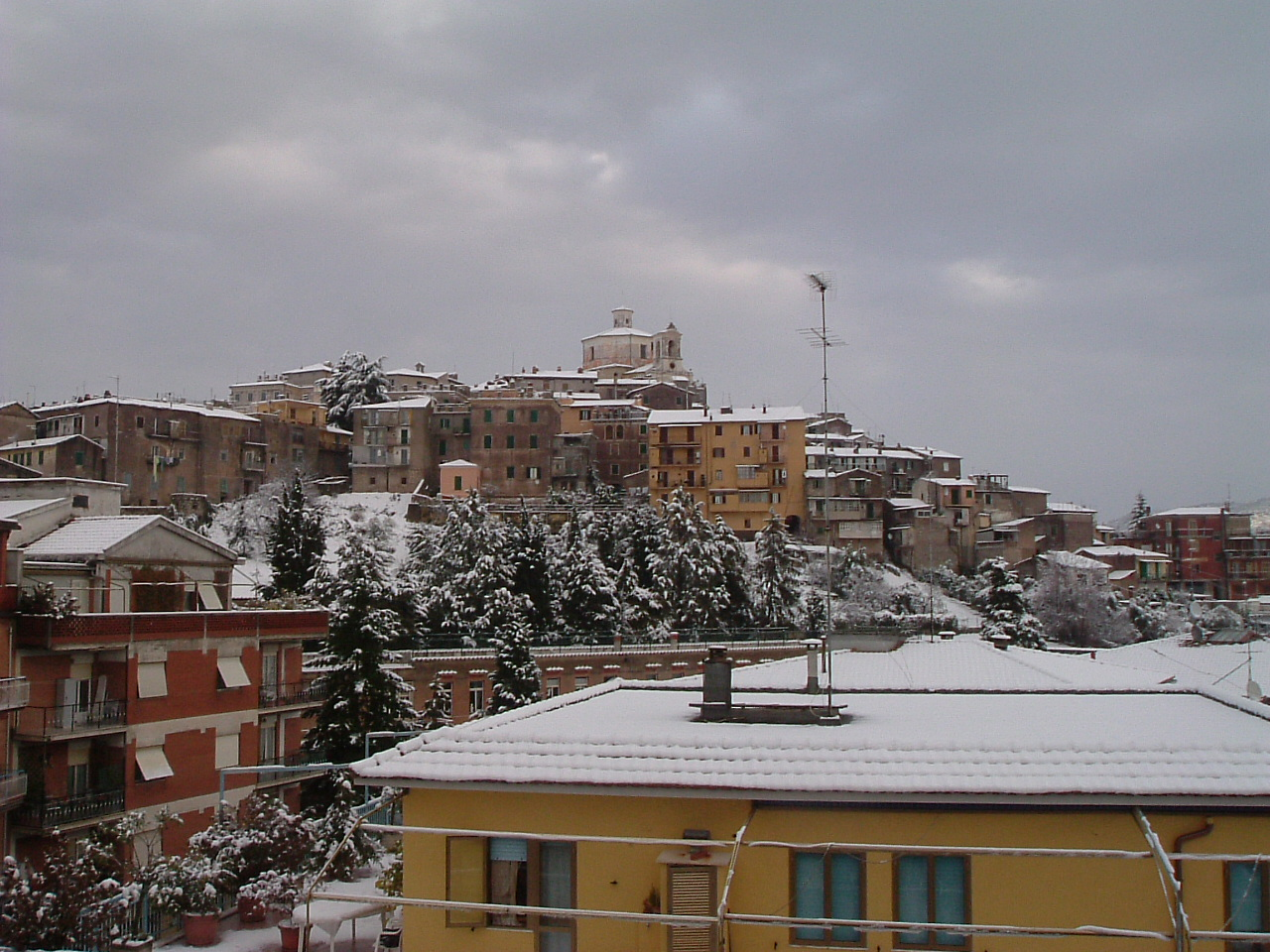
Castel Madama

Castel Madama là một đô thị ở tỉnh Roma trong vùng Lazio, nằm ở vị trí khoảng 30 km về phía đông của Roma. Vào thời điểm ngày 31 tháng 12 năm 2004, đô thị này có dân số 7.033 người và diện tích là 28,5 km².
Castel Madama giáp các đô thị: Ciciliano, Sambuci, San Gregorio da Sassola, Tivoli, Vicovaro.